# Marcus Borges
Marcus Alves Borges (Rio de Janeiro, 23 ottobre 1947) è un ex schermidore brasiliano.

## Palmarès
In carriera ha conseguito i seguenti risultati:
- Giochi Panamericani:

Cali 1971: argento nella spada a squadre.